# Waltenrath
Waltenrath ist ein Wohnplatz in der Stadt Leichlingen (Rheinland) im Rheinisch-Bergischen Kreis.

## Lage und Beschreibung
Waltenrath liegt nördlich des Leichlinger Ortskerns auf der Leichlinger Hochfläche an der Landesstraße 359. Nachbarorte sind Roderhof, Schmerbach, Wachholder, Scheidt, Neuland, Hülstrung, Bergerhof, Weide, Bennert, Diepenbroich, Oberschmitte, Ellenbogen, Buntenbach, Bechlenberg, Pohligshof und Dierath.

## Geschichte
Waltenrath wurde erstmals im Jahr 1327 als Waldenrode urkundlich erwähnt. Der Ortsname besitzt das Rodungstoponym -rath, kombiniert mit Wald. Die Bedeutung des Ortsnamens lautet also Waldrodung. Das Gut gehörte zur Abtei Deutz (Köln) und es finden sich im Kölner Stadtarchiv „Pachtbriefe und Reversale über den Waldrather Hof zu Leichlingen“ von 1597 bis 1760. Die Karte Topographia Ducatus Montani aus dem Jahre 1715 zeigt den Hof unter dem Namen Waterhof. Im 18. Jahrhundert gehörte der Ort zum Kirchspiel Leichlingen im bergischen Amt Miselohe. Die Topographische Aufnahme der Rheinlande von 1824 und die Preußische Uraufnahme von 1844 verzeichnen den Ort beide als Waltenrath.
1815/16 lebten zehn Einwohner im Ort. 1832 gehörte Waltenrath der Bürgermeisterei Leichlingen an. Der laut der Statistik und Topographie des Regierungsbezirks Düsseldorf als Ackergut kategorisierte Ort besaß zu dieser Zeit ein Wohnhaus und drei landwirtschaftliche Gebäude. Zu dieser Zeit lebten sieben Einwohner im Ort, davon einer katholischen und sechs evangelischen Glaubens.
Im Gemeindelexikon für die Provinz Rheinland werden 1885 zwei Wohnhäuser mit elf Einwohnern angegeben. 1895 besitzt der Ort zwei Wohnhäuser mit elf Einwohnern, 1905 zwei Wohnhäuser und zehn Einwohner.